# Calloconophora auriculata
Calloconophora auriculata är en insektsart som beskrevs av Dietrich. Calloconophora auriculata ingår i släktet Calloconophora och familjen hornstritar. Inga underarter finns listade i Catalogue of Life.